# Улица краља Петра (Београд)
| Улица · КРАЉА ПЕТРА                                                                     | Улица · КРАЉА ПЕТРА            |
| --------------------------------------------------------------------------------------- | ------------------------------ |
|                                                                                         |                                |
| Општина                                                                                 | Стари Град                     |
| Почетак                                                                                 | Косанчићев венац               |
| Крај                                                                                    | Цара Душана                    |
| Дужина                                                                                  | 1000 m                         |
| Названа                                                                                 | 1904. (1997)                   |
| Стари називи                                                                            | Трговачка, Дубровачка, 7. јула |
|                                                                                         |                                |
|                                                                                         |                                |
| Улица краља Петра са зградом Патријаршије, Саборном црквом и зградом ОШ Краљ Петар Први |                                |

Улица краља Петра једна је од најстаријих градских улица у Београду. Протеже се правцем који повезује обале две београдске реке, Саве и Дунава, у дужини од 1 km. Некада је представљала административни, културни и трговачки центар града. У њој се и данас налазе многи значајни објекти.
Улица краља Петра представља јединствену изложбу београдске архитектуре на отвореном. Мешавина је најразличитијих архитектонских праваца: барока, академизма, сецесије, модернизма, оријенталног стила и савремене архитектуре.
Улица краља Петра одувек је била стециште свих вера и нација. Ту су се налазиле трговачке радње чији су власници били Срби, Цинцари, Јевреји, Турци, Јермени и Бошњаци Муслимани. Данас у овој улици важно место имају све три велике београдске религије, хришћанска, јеврејска и муслиманска. У улици краља Петра и њеној непосредној близини налазе се Патријаршија Српске православне цркве, Саборна црква, Јеврејски историјски музеј Савеза јеврејских општина Србије и (на углу са Господар Јевремовом) једина џамија у Београду - Бајракли џамија.

## Име улице
Ова улица је више пута током историје мењала име. До 1872. године, према писању Бранислава Нушића, звала се једноставно Чаршија, а касније Трговачка улица. У то време делила се на три дела: Главна чаршија, Зерек и Дорћол. Главна чаршија пружала се од Саборне цркве до раскршћа Кнез Михаилове и Краља Петра улице. Зерек се звао део улице од раскршћа са Узун Мирковом улицом до улице Цара Душана (али и цео крај око тог дела улице). Дорћол је био део улице од Душанове према Дунаву (данашња Дубровачка улица).
Године 1872. добија назив Дубровачка, а од 1904. зове се улица Краља Петра I све до 1946, када се доњем делу улице, испод улице Цара Душана, враћа назив Дубровачка, а горњи део, од Душанове улице до Саборне цркве, добија назив улица 7. јула. Године 1995. горњи део, од Душанове, поново добија назив улица Краља Петра, док доњи део остаје Дубровачка улица.

## Историја
Претпоставља се да су се још у 1. и 2. веку нове ере на траси ове улице налазили римски форум, базилика и терме. У непосредној близини Народне банке откривен је већи број жртвеника посвећених Јупитеру, тако да се на овом простору можда налазио главни храм а то би значило и форум. Установљени су слабо очувана два античка објекта на углу са Кнез Михаиловом и један испред броја 20. 

### 16. и 17. век
Током 16. века Београд постаје један од најпрометнијих трговачких центара европске Турске и тада га откривају и дубровачки трговци. Они су током 16. и 17. века играли велику, а некада и главну улогу у привредном животу Београда под Турцима, а највише у трговини. Дубровчани су били присутни у Београду још за време владавине деспота Стевана Лазаревића, али се тек почетком 17. века први дубровачки трговци за стално настањују у Београду и оснива се прва Дубровачка колонија. Београдска колонија дубровачких трговаца налазила се у тадашњем предграђу, на падини која се спуштала до Дунава (део града познат као Зерек), у близини главне чаршије (данашња улица Краља Петра). Дубровчани су овде подизали своје куће које су биле зидане у медитеранском стилу, од ћерпича и дрвета. Приземље ових кућа било је намењено за трговачке радње а на спрату је био стамбени простор. Најчешће је свака кућа имала и окућницу, са калдрмисаном авлијом, а често и простором за башту, воћњак и виноград. Углавном су гледале на чаршију, а економско двориште било је иза куће. На врху Зерека (данашња раскрсница улица Краља Петра и Узун Миркове) су се све до 20-их година 20. века налазила два дућана, која су била остаци старе дубровачке чаршије.

### 19. век
Како пише Бранислав Нушић у књизи Стари Београд, све до четрдесетих година 19. века центар града био је „плато над Савом, на коме се данас уздиже Саборна црква”, што је управо простор око улице Краља Петра. на том простору су се, осим Саборне цркве налазили и двор, митрополија, школа, пошта, прва књижара, први хотел, а даље низ улицу и прва градска апотека.
У то доба на обали Саве одвијао се градски живот и трговина, што је кнеза Милоша привукло да на овом простору планира изградњу градског центра. Када је 1842. године на престо ступио Александар Карађорђевић, није имао свој двор јер су сви дотадашњи конаци били својина Обреновића. Зато је држава купила кућу на Теразијама, коју је сазидао Стојан Симић, на мочварном терену који је поравнат и насут.  Премештањем двора на Теразијама почињу своје куће да граде и други угледни Београђани, па се тако и центар престонице преместио из улице Краља Петра.

### Прва половина 20. Века
Почетком 20. века су у овој улици нашле место и прва робна кућа, главна зграда Народне банке Србије, школа „Краљ Петар Први“, једна од најстаријих београдских основних школа.

### Савремено доба
Данас се у улици Краља Петра налазе многи значајни објекти, међу којима су Патријаршија, Библиотека и Музеј Српске православне цркве, Саборна црква (улаз је из улице Кнеза Симе Марковића) и Конак књегиње Љубице (такође улаз из улице Кнеза Симе Марковића). Ту се налазе и Академија СПЦ, деканат Факултета примењених уметности, најстарија београдска Кафана „?” (Код знака питања), а у доњем делу улице, испод Кнез Михаилове, модерно здање тржног центра „Рајићева” (улаз из Кнез Михаилове улице), Јеврејски историјски музеј Савеза јеврејских општина Србије, Аероклуб, Дом ученика и Бајракли џамија, једина џамија у Београду, у улици Господар Јевремовој, 20-ак метара од угла са улицом Краља Петра. У непосредној близини улице Краља Петра, на Косанчићевом венцу, налазе се и остаци зграде Народне библиотеке (срушене у немачком бомбардовању 6. априла 1941. године) и кућа Мике Аласа.

## Улицом краља Петра
Захваљујући својој дугој историји у улици Краља Петра данас се налазе многобројни објекти проглашени за споменике културе, као и многе значајне институције.

### Потез до Кнез Михаилове улице - некадашња Трговачка чаршија

#### бр. 2
Академија Српске православне цркве за уметности и консервацију, висока школа за образовање будућих иконописаца, конзерватора и рестауратора храмова, иконостасе и цркава.

#### бр 4
Зграда уметничке школе у Београду, у којој се данас налазе Деканат, секретаријат, стручне службе и одсеци за примењено сликарство, конзервацију и рестаурацију, Керамику и сценографију Факултета примењених уметности Универзитета уметности у Београду. Зграда је проглашена за споменик културе 1984. године.
Одмах поред зграде Факултета, али са улазом из улице Кнеза Симе Марковића (на броју 8) налази се и Конак Кнегиње Љубице, који због свог историјског и архитектонског значаја такође има статус споменика културе од изузетног значаја.

#### бр. 5
Патријаршија, Библиотека и Музеј Српске православне цркве, објекат проглашен за споменик културе. Саграђен је у времену до 1932. до 1935. године и представља монументални објекат у коме је смештено врховно управно тело Српске православне цркве. Сам објекат симболизује устаљивање управног црквеног центра у Београду, након дужег периода када се он налазио унутар државних граница Турске, односно Аустро-Угарске. По својим архитектонским особинама објекат припада сфери романтичарског духа. Облици су блиски академизираној варијанти српско-византијског стила. Далеко већи значај од саме архитектуре има садржај објекта у коме је смештена и патријаршијска Библиотека и Ризница.
Преко пута Патријаршије, у улици Кнеза Симе Марковића (на броју 3) налази се Саборна црква, посвећена Светом Арханђелу Михаилу, која као непокретно културно добро има статус споменика културе од изузетног значаја од 1979. године.

#### бр. 6
Кафана „?” (такође Кафана Знак питања) једна је од најстаријих кућа у Београду и најстарија сачувана београдска кафана. Зграда има статус споменика културе, а са својих скоро па 200 година старости представља и једно од обележја града.
Некада се, како пише Бранислав Нушићу књизи Стари Београд, на овом месту, на самом углу (преко пута конака) налазила кућа чувенога Ећим-Томе. До ње се налазила кућа коју је себи сазидао и у њој живео знаменити Петар Ичко (данашња Кафана „?”), а ту је била и прва српска пошта а затим основна школа.

#### бр. 7
Основна школа „Краљ Петар Први“, дело архитекте Јелисавете Начић у време подизања била је најмодернија школска зграда за основну наставу не само у Београду већ у целој Србији. Изузетно репрезентативна, што је било условљено положајем у овако важној улици, у непосредној близини Саборне цркве, Митрополије и Конака кнегиње Љубице, показатељ је друштвених и културних прилика у Србији на почетку 20. века. Сама зграда представља значајно остварење не само у архитектури школских зграда, већ и у београдској архитектури уопште и 1965. године проглашена је за споменик културе.
У фискултурној сали Основне школе „Краљ Петар Први“ је извајан Мештровићев Победник, а 1923. године одиграна и прва кошаркашка утакмица.
Пре него што је изграђена нова школска зграда на том месту се налазила стара зграда школе у којој је било смештено и Читалиште београдско, основано 1846. године. У то време део Грачаничке улице који води према Калемегдану био је сокак и у њему се налазила кућа и радња књиговесца Винклера, код којега је становао и умро 1847. године Јоаким Вујић.

#### бр. 11-13
Кућа трговца Милорада Павловића подигнута је 1884. године. Чине је два објекта под заједничким кровом и јединствено обрађене фасаде. Претпоставља се да је аутор објекта архитекта Јован Илкић. Трговачки карактер Улице Краља Петра условио је да у приземљу буду трговачке радње, а на спрату по један репрезентативан стан. Фасада је академски обликована. По својим особеностима овај објекат сврстан је међу репрезентативне грађанске куће Београда с краја 19 века и заштићен као споменик културе.

#### бр. 12
Зграда Народне банке Србије данас представља седиште гувернера Народне банке Србије. Од свог настанка 1890. до 2006. године била је главна зграда Народне банке Србије и Југославије.
Некада се на простору где се данас налази Зграда Банке налазио први београдски хотел „Код јелена”. Новинар листа „Време”, у чланку из 1938. године, пише о прошлости овог дела града: „На углу данашњих улица Краља Петра и Грачаничке био је стари хан, где су одседале кириџије, кочијаши и други. На том месту подигао је кнез Михаило 1841. године зграду за хотел, пошто у то доба није било ниједног уређеног хотела у Београду. То је гостионица 'Код јелена' са кафаном на углу поменутих улица у приземљу; у горњим спратовима биле су гостинске собе. Фигура јелена стајала је на конзоли, но она је пропала за време пожара који се десио 15. и 16. априла 1849. године. Ова зграда позната је под именом 'Старо здање'”. Касније је у овој згради био „Гранд хотел” и „Илирска касина” а затим, од 1884. године, у њој је била смештена Железничка дирекција. Зграда је срушена у пролеће 1938. године.

#### бр. 15
Кућа трговца Црвенчанина подигнута је 1887. године на углу улица Краља Петра и Цара Лазара. По својој концепцији просторног решења, где се први пут у архитектури Београда појављује мезанин изнад приземља, овај објекат представља необичан пример архитектонског решења свог времена. Положај у једној од најстаријих трговачких улица Београда условио је да приземље и мезанин буду намењени трговини, а спратови становању. Објекат је истакнути представник академског стила 19. века и једно од значајних остварења познатог београдског архитекте Јована Илкића. Заштићен је као споменик културе.

#### бр. 16
Робни магазин, здање саграђено 1907. године у стилу сецесије, а према пројекту инжењера Виктора Азриела било је прва модна робна кућа у Београду. Власник робне куће био је банкар и народни посланик Бенцион Були, чији је млађи брат Хуго Були 1896. године донео прву фудбалску лопту у Србију. Зграда Робног магазина проглашена је за културно добро 1966. године.

#### бр. 18
На углу улице Краља Петра и Кнез Михаилове налази се палата „Слога”, једно од четири здања које је велики српски добротвор и задужбинар Никола Спасић оставио у наслеђе српском народу.
Пре изградње Спасићевог здања на овом углу налазила се зграда Друштва „Слога”, на имању које је некада припадало кнезу Александру Карађорђевићу и било део Кнежеве баште. На горњем спрату ове зграде налазила се једна од најзнаменитијих јавних установа тога времена, Грађанска касина. Управни одбор Спасићеве задужбине је стару зграду срушио и подигнуто је данашње велелепно здање које излази на четири улице, са приземљем у којем се налазило 14 локала и четири спрата са 38 станова.
Пре уређења Кнежеве баште, у доба Устанка, на овом месту налазио се Карађорђев конак.

### Потез између улица Кнеза Михаила и Узун Миркове
Прекопута палате „Слога”, између улица Кнеза Михаила и Узун Миркове, налази се једна од три зграде заштићене као непокретно културно добро „Грађанске куће у улици Кнез Михаиловој”. Реч је о задужбини Николе и Евгеније Кики, породичној кући коју је ова породица оставила у наслеђе Београдској трговачкој омладини. 
На непарној страни овог дела улице, смештен између палата грађених почетком 20. века, налази се улаз у модерни Тржни центар Рајићева, отворен септембра 2017. године, чија је изградња трајала више од деценије. До почетка 21. века на месту тржног центра налазила се неугледна површина која се користила као окретница тролејбуса.

#### бр. 41
Зграда трговца Стаменковића подигнута је 1907. године према пројекту архитеката Андре Стевановића и Николе Несторовића. Припада карактеристичној групи стамбених објеката грађених у Београду до Првог светског рата, на којима је остварен спој академске концепције и сецесијске декорације. Вертикална подела главне фасаде постигнута је наглашеним пиластрима с карактеристичним рељефно обрађеним завршетком и декорацијом у виду женских глава, од којих се наниже спуштају траке геометријског профила. Слободне површине фасада покривене су зеленим керамичким плочицама, због којих је објекат популарно називан „зграда са зеленим плочицама“. Фасада с богатом сецесијском декорацијом представља висок домет овог архитектонског стила у Београду. Зграда је заштићена као споменик културе.
- Задужбина Кики, угао Краља Петра и Кнез Михаилове
- Зграда у Краља Петра 39

### Потез од Узун Миркове до улице Цара Душана - некадашњи Зерек
Према писању Бранислава Нушића, „Зереком се звала данашња Улица краља Петра од раскршћа са Узун-Мирковом улицом па наниже све до Душанове улице”. У 19. веку то је била централна и најживља улица старог Београда. Док су у делу око Саборне цркве биле различите установе (што се до данас није много променило), радње трговаца на велико и магацина, дотле су се на Зереку окупиле занатлије и радње трговаца на мало. Осим тога у делу око Саборне цркве преовлађивало је хришћанско становништво (Срби и Цинцари) док је Зерек представљао мешавину свих вера и многих нација. Зато се данас на том потезу, између углавном трговачких и угоститељских објеката, налазе и неки најзначајнији нехришћански верски објекти у Београду.

#### бр. 36
На углу са Узун Мирковом улицом налази се Зграда Аеро клуба, саграђена 1934-1935. године за националну установу ваздухопловства Краљевине Југославије према пројекту архитекте и пилота Војина Симеоновића. Да би објекат био што репрезентативнији израда бронзаних орлова на фасади код главног улаза поверена је вајару Петру Палавичинију. Израда витража на главном степеништу, са темом „Дедал и Икар”, била је поверена сликару Васи Поморишцу. Сликару Кости Хакману поверена је израда портрета краља Александра у природној величини, али та слика није сачувана. Зграда поседује значајне културно-историјске и архитектонске вредности, као национална установа ваздухопловства Краљевине Југославије и ауторско дело архитекте Војина Симеоновића и представља репрезентативан пример арт декоа у Београду и посебан допринос европеизацији београдске архитектуре, па је 2007. године Заштићен је као споменик културе. У делу зграде према улици Краља Петра смештена је Меморијална галерија Петра Добровића

#### бр. 71 а
Зграда Јеврејске општине у којој се налази и Јеврејски историјски музеј, институција која приказује историјска кретања и културу јеврејских заједница на тлу бивше Југославије, од првих јеврејских насеобина из римског периода до краја Другог светског рата.
У Господар Јевремовој 13, на углу Јевремове и Краља Петра, налази се Кућа Михаила Ђурића, 1997. године проглашена за споменик културе. Кућа Михајла Ђурића представља вредно архитектонско остварење с почетка 20. века и значајан покушај стварања српског националног стила у архитектури у том периоду.
У Господар Јевремовој улици 11, одмах поред Куће Михаила Ђурића, а видљива из Краља Петра, налази се Бајракли џамија, једина преостала београдска џамија, од стотинак колико их је било за време Османског царства.

#### бр. 83
Дом ученика „Петар Драпшин” је монументално здање, саграђено 1926. године. Зграда Дома је подигнута као вишеспратни стамбени објекат на углу улица Краља Петра и Господар Јованове. Архитектура је еклектичка, у духу академизма, а нарочито се у погледу архитектонске декорације истиче улаз у зграду. Године 1998. урађена је реконструкција фасаде, а 2009. и унутрашња реконструкција објекта.